# دانيال والش
دانيال والش (بالإنجليزية: Daniel Walsh)‏ هو مجدف أمريكي، ولد في 31 مايو 1979 في نوروولك في الولايات المتحدة.

## وصلات خارجية
- دانيال والش على موقع الاتحاد الدولي للتجديف (الإنجليزية)
- دانيال والش على موقع اللجنة الأولمبية الدولية (الإنجليزية)
- دانيال والش على موقع أوليمبيديا (الإنجليزية)